# 忙哥撒儿

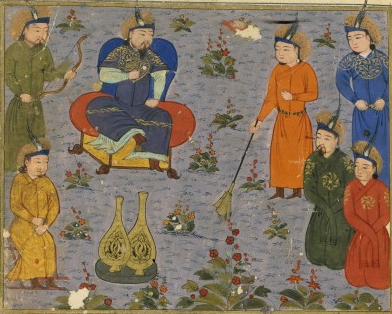
忙哥撒儿（『史集』）

忙哥撒儿（Monggeser，？—1254年），元宪宗蒙哥的最高断事官。
札剌亦儿部人，忙哥撒儿的曾祖赤老温恺赤，和兄孔温窟阿（木华黎之父）、弟者卜格都是合不勒的长支主儿乞部的属民。忙哥撒儿祖搠阿属成吉思汗。父那海，事太宗窝阔台。
忙哥撒儿于年从拖雷攻凤翔，立功。1235年，忙哥撒儿从拖雷长子蒙哥西征钦察、阿速、斡罗思。定宗贵由时，升任藩府札鲁忽赤。定宗贵由死后，1249年，忽里台大会，拔都推戴蒙哥，定宗皇后斡兀立海迷失派使者八剌提出，太宗窝阔台有遗命以失烈门（太宗第三子阔出之子）为汗位继承人。忙哥撒儿反驳八剌，太宗皇后脱列哥那却立其长子贵由为大汗，且窝阔台说过蒙哥“可以君天下”，忙哥撒儿据此反驳八剌。1251年夏，宗王奉蒙哥登基，是为元宪宗。忙哥撒儿被任命为最高断事官（汉文称丞相）。失烈门和定宗之子脑忽、太宗第四子哈剌察兒之子脱脱、察合台之孙也孙脱密谋对抗蒙哥。忙哥撒儿奉命与旭烈兀、木哥等堵截调查，将失烈门、脑忽等人逮捕。审讯后，将按只台等77位官员处死。随后到达的也孙脱、不里（察合台之孙）还有定宗皇后斡兀立海迷失及其大臣合答、镇海、八剌、畏兀儿亦都护萨仑·的斤等，都被忙哥撒儿审判处死，不里送给拔都处决，失烈门被流放南方军前，最终被害。蒙哥对忙哥撒儿“委任益专”，1253年冬，忙哥撒儿饮酒得病，不久死去。至顺四年（1333年），追封兖国公。他当政期间，刑法苛严，诛杀甚多，虽兄弟姻亲亦不获免，因而众人无不怨恨。死后，仇家咒骂他“你也有死的时候！”
忙哥撒儿有四子。长子脱欢为万户，随蒙哥南征四川，无嗣。幼子帖木儿不花之子伯答沙在元仁宗延祐四年（1317年）拜中书右丞相。  

## 延伸阅读
[在维基数据编辑]
 《元史·卷124》，出自宋濂《元史》
 《新元史/卷133》，出自柯劭忞《新元史》